# Guettarda nannocarpa
Guettarda nannocarpa är en måreväxtart som beskrevs av Ignatz Urban och Erik Leonard Ekman. Guettarda nannocarpa ingår i släktet Guettarda och familjen måreväxter. Inga underarter finns listade i Catalogue of Life.